# Lumix (DJ)
Lumix (stylizowane jako LUM!X lub Lum!x), właśc. Luca Michlmayr (ur. 23 lipca 2002 w Rohrbach-Bergu) – austriacko-włoski DJ i producent muzyczny. Reprezentant Austrii w 66. Konkursie Piosenki Eurowizji (2022).

## Kariera
Zaczął produkować muzykę w wieku 11 lat. Publikował bootlegi i oryginalne piosenki na platformy SoundCloud i YouTube, dzięki czemu szwedzka niezależna wytwórnia i sieć Bounce United odkryła go i podpisała z nim kontrakt. W maju 2018 wydał singiel „Underground”, który wyprodukował we współpracy z hiszpańskim muzykiem Moha. Z okazji zdobycia 700 tys. subskrybentów na oficjalnym kanale Bounce United na YouTube wyprodukował piosenkę „Bounce United (700K)”. Zaledwie kilka miesięcy później wydał utwór „Bounce United (1 Million)”, którego współproducentem był szef wytwórni Helion i Mike Emilio.
Na początku 2019 wydał single „Jägermeister” i „Waiting for Me” poprzez szwedzką wytwórnię Nelation, które już w 2017 ukazały się na SoundCloud i YouTube. Po tym, gdy jego bootleg z piosenką Meg & Dia „Monster” stał się popularny na YouTubie, zremiksował go z włoskim muzykiem Gabrym Ponte i wydał nową wersję jako singiel za pośrednictwem wytwórni Spinnin' Records. Dzięki piosence osiągnął międzynarodowy przełom, a singel znalazł się na kilku europejskich listach przebojów. Za ponad 400 tys. sprzedanych egzemplarzy tego singla w Niemczech otrzymał platynową płytę. Z ponad 70 tygodniami na niemieckich listach singli „Monster” jest również jedną z piosenek, które najdłużej utrzymywały się na niemieckich listach singli. W 2020 wydał kolejne dwa single z Ponte – „The Passenger (LaLaLa)” i „Scare Me”.
8 lutego 2022 austriacki nadawca publiczny ORF ogłosił, że wraz z wokalistką Pią Marią będzie reprezentował Austrię z utworem „Halo” w 66. Konkursie Piosenki Eurowizji w Turynie. Teledysk do utworu okazała się drugim najczęściej wyświetlanym w tej edycji konkursu. 10 maja wystąpili w pierwszym półfinale konkursu, jednak nie zakwalifikowali się do finału.

## Życie prywatne
Jego matka pochodzi z Włoch. Mówi biegle po włosku. W 2020 zamieszkał w Turynie, rok później przeprowadził się do Mediolanu.

## Dyskografia

### Single
| Rok                                                      | Tytuł                                                                                 | Najwyższe pozycje na listach | Najwyższe pozycje na listach | Najwyższe pozycje na listach | Najwyższe pozycje na listach | Najwyższe pozycje na listach | Najwyższe pozycje na listach | Najwyższe pozycje na listach | Najwyższe pozycje na listach | Najwyższe pozycje na listach | Najwyższe pozycje na listach | Najwyższe pozycje na listach | Najwyższe pozycje na listach | Najwyższe pozycje na listach | Najwyższe pozycje na listach | Najwyższe pozycje na listach | Certyfikat | Album |
| Rok                                                      | Tytuł                                                                                 | AUT                          | BEL (Fl)                     | BEL (Wa)                     | CZE                          | DEN                          | FRA                          | NLD                          | LTU                          | LUX                          | GER                          | NOR                          | POL                          | SWI                          | SWE                          | ITA                          | Certyfikat | Album |
| -------------------------------------------------------- | ------------------------------------------------------------------------------------- | ---------------------------- | ---------------------------- | ---------------------------- | ---------------------------- | ---------------------------- | ---------------------------- | ---------------------------- | ---------------------------- | ---------------------------- | ---------------------------- | ---------------------------- | ---------------------------- | ---------------------------- | ---------------------------- | ---------------------------- | --- | ----- |
| 2017                                                     | „Elements”                                                                            | –                            | –                            | –                            | –                            | –                            | –                            | –                            | –                            | –                            | –                            | –                            | –                            | –                            | –                            | –                            | | –     |
| 2018                                                     | „Bounce United (700K)”                                                                | –                            | –                            | –                            | –                            | –                            | –                            | –                            | –                            | –                            | –                            | –                            | –                            | –                            | –                            | –                            | | –     |
| 2018                                                     | „Bounce United (1 Million)” (Lumix, gościnnie: Helion, Mike Emilio)                   | –                            | –                            | –                            | –                            | –                            | –                            | –                            | –                            | –                            | –                            | –                            | –                            | –                            | –                            | –                            | | –     |
| 2018                                                     | „Underground” (Lumix, gościnnie: MOHA)                                                | –                            | –                            | –                            | –                            | –                            | –                            | –                            | –                            | –                            | –                            | –                            | –                            | –                            | –                            | –                            | | –     |
| 2019                                                     | „Jägermeister”                                                                        | –                            | –                            | –                            | –                            | –                            | –                            | –                            | –                            | –                            | –                            | –                            | –                            | –                            | –                            | –                            | | –     |
| 2019                                                     | „Waiting for Me” (Lumix, gościnnie: MOHA)                                             | –                            | –                            | –                            | –                            | –                            | –                            | –                            | –                            | –                            | –                            | –                            | –                            | –                            | –                            | –                            | | –     |
| 2019                                                     | „Monster” (Lumix, gościnnie: Gabry Ponte)                                             | 52                           | –                            | 37                           | –                            | –                            | 41                           | –                            | –                            | –                            | 20                           | –                            | 80                           | 55                           | –                            | –                            | - AUT: 2x platynowa płyta - SWI: złota płyta - DEU: platynowa płyta - FRA: platynowa płyta - DEN: złota płyta - ITA: złota płyta - POL: 2x platynowa płyta | –     |
| 2020                                                     | „The Passenger (LaLaLa)” (Lumix, Gabry Ponte, D.T.E., gościnnie: MOKABY)              | 47                           | –                            | –                            | –                            | –                            | 128                          | –                            | –                            | –                            | 58                           | –                            | 10                           | –                            | –                            | –                            | - AUT: platynowa płyta - DEU: złota płyta - POL: platynowa płyta                                                                                           | –     |
| 2020                                                     | „Scare Me” (Lumix, KSHMR, Gabry Ponte, gościnnie: Karra)                              | –                            | –                            | –                            | –                            | –                            | –                            | –                            | –                            | –                            | –                            | –                            | 25                           | –                            | –                            | –                            | - POL: platynowa płyta | –     |
| 2021                                                     | „Major Tom” (Lumix, Hyperclap, gościnnie: Peter Schilling)                            | –                            | –                            | –                            | –                            | –                            | –                            | –                            | –                            | –                            | –                            | –                            | –                            | –                            | –                            | –                            | | –     |
| 2021                                                     | „Annie Are You Ok” (Lumix, gościnnie: Nick Strand and Mio)                            | –                            | –                            | –                            | –                            | –                            | –                            | –                            | –                            | –                            | –                            | –                            | –                            | –                            | –                            | –                            | | –     |
| 2021                                                     | „Secrets” (with Solo)                                                                 | –                            | –                            | –                            | –                            | –                            | –                            | –                            | –                            | –                            | –                            | –                            | –                            | –                            | –                            | –                            | | –     |
| 2021                                                     | „Thunder” (Lumix oraz Gabry Ponte i Prezioso)                                         | 36                           | 4                            | 6                            | 72                           | 18                           | 18                           | 14                           | –                            | 17                           | 79                           | 5                            | 24                           | 20                           | 7                            | 42                           | - AUT: złota płyta - FRA: złota płyta - DEN: złota płyta - ITA: platynowa płyta - POL: 2x platynowa płyta                                                  | –     |
| 2021                                                     | „Champion (Summer 2021 LEC Playoffs Anthem)” (Lumix, gościnnie: Orange INC, Séb Mont) | –                            | –                            | –                            | –                            | –                            | –                            | –                            | –                            | –                            | –                            | –                            | –                            | –                            | –                            | –                            | | –     |
| 2021                                                     | „Trick or Treat” (Lumix, gościnnie: MOLOW)                                            | –                            | –                            | –                            | –                            | –                            | –                            | –                            | –                            | –                            | –                            | –                            | –                            | –                            | –                            | –                            | | –     |
| 2021                                                     | „Low” (Lumix, gościnnie: DJ Fire House and MOTi)                                      | –                            | –                            | –                            | –                            | –                            | –                            | –                            | –                            | –                            | –                            | –                            | –                            | –                            | –                            | –                            | | –     |
| 2022                                                     | „Halo” (Lumix, gościnnie: Pia Maria)                                                  | 6                            | –                            | –                            | –                            | –                            | –                            | –                            | 31                           | –                            | –                            | –                            | –                            | –                            | –                            | –                            | | –     |
| „–” oznacza, że singel nie był notowany na danej liście. |                                                                                       |                              |                              |                              |                              |                              |                              |                              |                              |                              |                              |                              |                              |                              |                              |                              | |       |

## Nagrody
| Rok  | Konkurs/Program               | Kategoria           | Rezultat  | Źr.    |
| ---- | ----------------------------- | ------------------- | --------- | ------ |
| 2020 | French Fun Radio DJ Awards    | Najlepsza rewelacja | Wygrana   | [ 32 ] |
| 2021 | Amadeus Austrian Music Awards | Electronic/Dance    | Nominacja | [ 33 ] |